# 元景隆
元 景隆（げん けいりゅう、490年 - 547年）は、北魏の皇族。父の元法僧とともに南朝梁に亡命した。

## 経歴
熙平元年（516年）、梁の巴西梓潼二郡太守の張斉が益州に侵攻してくると、景隆は葭萌で戦って敗れた。後に平東将軍となった。孝昌元年（525年）、父が彭城で反乱を起こすと、ともに梁に亡命し、衡州刺史に任じられた。沌陽県公に封じられ、持節・都督広越交桂等十三州諸軍事・平南将軍・平越中郎将・広州刺史として出向した。
中大通3年（531年）、侍中・安右将軍として召還された。中大通4年（532年）、征北将軍・徐州刺史に任じられ、彭城王に封じられたが、赴任しなかった。まもなく侍中・度支尚書に任じられた。太清元年（547年）、再び使持節・都督広越交桂等十三州諸軍事・征南将軍・平越中郎将・広州刺史に任じられた。赴任する道中に雷首で病没した。享年は58。

## 伝記資料
- 『梁書』巻39 列伝第33
- 『北史』巻16 列伝第4